# Philipp Bamberger

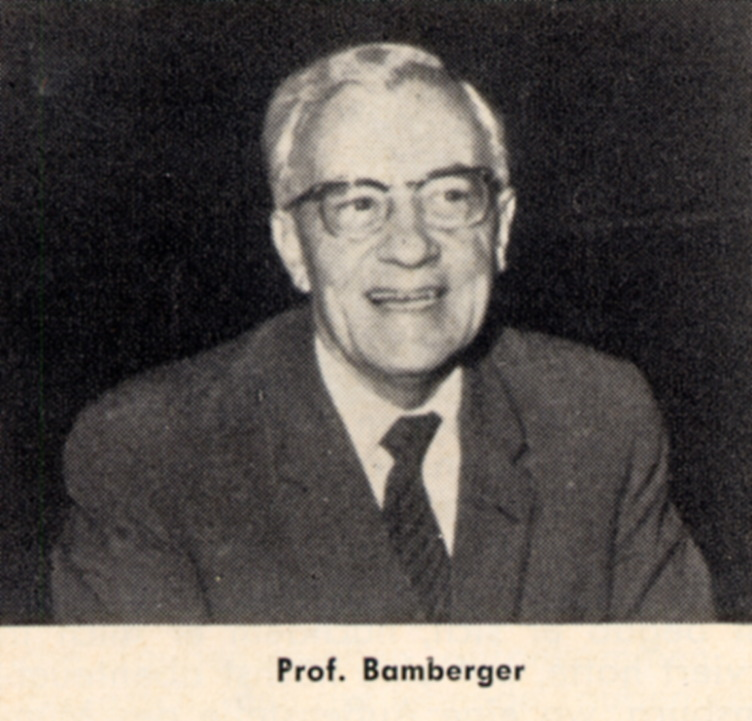
Philipp Bamberger, Kinderklinik Königsberg

Philipp Bamberger (* 22. Juli 1898 in München; † 27. Juni 1983) war ein deutscher Kinderarzt, Ordinarius der Universitätskinderklinik Königsberg von 1937 bis 1945 und in Heidelberg von 1946 bis 1967.

## Leben

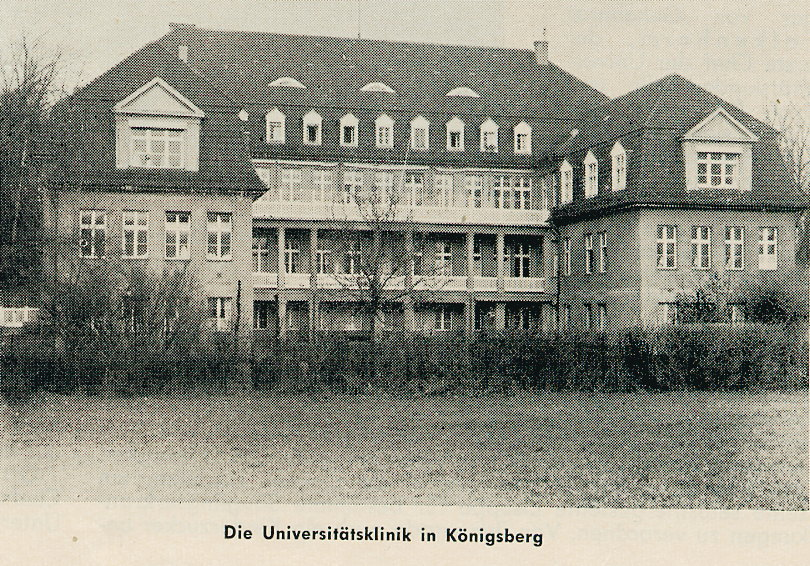
Universitätskinderklinik Königsberg bis zu ihrer Zerstörung 1945

Philipp Bamberger,  studierte Chemie und Medizin und bildete sich zum Facharzt für Kinderheilkunde weiter. 1937 erhielt er einen Ruf an die Universität Königsberg als Nachfolger von  Wilhelm Stoeltzner (1872–1954) und Hugo Falkenheim (1856–1945). Trotz des seit 1939 bestehenden Krieges gelang es Bamberger, neben dem Hauptgebäude der Klinik ein Infektionshaus mit 60 stationären Betten zu errichten.  Daneben baute er ein ambulantes „Beratungsnetz“ (Ambulatorien bzw. Polikliniken) auf für die Mütter und ihren an  Infektionserkrankungen leidenden Kindern. Dadurch konnte die Säuglings- und Kindersterblichkeit in Königsberg deutlich gesenkt werden.
Bamberger stand dem Nationalsozialismus ablehnend gegenüber. Dies mag ein Grund gewesen sein, Ende 1944 keine Evakuierung der Klinik erreicht zu haben. Die mehrwöchige Belagerung Königsbergs verbrachten die teils schwerkranken Kinder und das Personal in einem Bunker. Bamberger verließ seine ihm anvertrauten Kinder, auch kriegsbedingt Waisenkinder, nicht einen Tag. „Am 7.4.1945 legte ein Volltreffer die Klinik in Trümmern, während die Kinder in dem neben der Klinik erstellten Bunker in Schutz waren, bis wenige Tage später, nach den Nahkämpfen in den Kliniktrümmern, die Russen auch hier eindrangen und das ganze Grauen mitbrachten, das sie überall begleitete. Schließlich schleppten sie Prof. Bamberger, Dr. Erben und die letzte noch anwesende Assistenzärztin, Frau Dr. Collier, samt einigen Kollegen, die im Bunker Schutz gesucht hatten, in die Kellerräume der Medizinischen Klinik“ (Linstädt). Dort, im  „Roten Haus“, war der Russische Geheimdienst einquartiert. Wegen ihrer anti-nationalsozialistischen Einstellung wurden Erbe, Collier und Bamberger nicht verhaftet oder nach Sibirien verbannt, sondern zur Leitung eines Seuchenhauses in Preußisch Holland zwangsversetzt. Als polnische Ärzte die Klinikleitung übernahmen, gelang die Flucht in den Westen.
Bamberger wurde 1946 als Nachfolger des NS-belasteten Johann Duken Ordinarius der Universitätsklinik in Heidelberg. Im April 1946 infizierten sich mehrere Säuglinge und Kinder mit einer frisch akquirierten Lues. Bamberger als Klinikleiter und Rudolf Sefrin als verantwortlicher Oberarzt wurden ihres Amtes enthoben und vor Gericht gestellt. Es begann ein quälender Prozess, der sich über drei Jahre hinzog und mit der Rehabilitierung endete. Während dieser Zeit vertrat ihn Hans Opitz. Nach dem Neubeginn begann ein rascher Aufstieg: 1951 wurde der erste Klinikneubau abgeschlossen, 1954 das Moro-Haus eröffnet, 1956 das Infektionsgebäude und 1965 das Klinikhochhaus. Bis zu seiner Entpflichtung 1967 leitete er die Klinik.
Bamberger war u. a. 1961–63 Vorsitzender der Deutschen Gesellschaft für Kinderheilkunde und Ausrichter des Kongresses der Gesellschaft 1961 in Heidelberg, 1973–75 Vorsitzender der Deutschen Sektion der Internationalen Liga gegen Epilepsie ILAE (seit 2004: Deutsche Gesellschaft für Epileptologie). Es war ein besonderes Anliegen Bambergers, die Verbindung zu den nach 1933 vertriebenen Pädiatern und Mitgliedern der Kinderklinik wiederherzustellen.